# Friederike Charlotte Bause

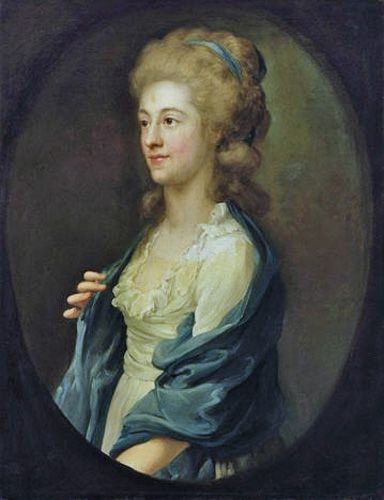
Friederike Charlotte Bause

Friederike Charlotte Bause (* 1766 in Leipzig; † 15. März 1785 ebenda) war eine deutsche Pianistin und Glasharmonika-Spielerin.

## Leben
Friederike Charlotte Bause (oft auch nur Friederike) war die ältere der beiden Töchter des Leipziger Kupferstechers Johann Friedrich Bause und seiner Ehefrau Henriette Charlotte geb. Brünner (1742–1818). Während die jüngere Schwester Juliane Wilhelmine zeichnerisches Talent besaß, war Friederike Charlotte musikalisch begabt. Es ist nicht bekannt, ob und bei wem sie Klavierunterricht erhielt. Ihr Spiel war im Alter von fünfzehn Jahren aber so beeindruckend, dass Carl Philipp Emanuel Bach sie „durch Überschickung eines neuen Klavierconzerts von seiner Arbeit, seines Beyfalls würdig hielt“.
13 Jahre nach seinem Leipziger Studium lobte Goethe anlässlich eines Besuchs im Haus Bause Weihnachten 1782 in einem Brief an Frau von Stein nicht nur die Musikalität, sondern auch die Schönheit der 16-jährigen Friederike: „Bey Bausen spielten die Frauens und Mädgens schön Klavier besonders eine Mad. Neumann aus Dresden und Bausens älteste Tochter die besonders schön ist.“
Friederike Charlotte Bause spielte auch die Glasharmonika, jenes von Benjamin Franklin 1761 entwickelte Musikinstrument, bei dem die Töne durch Berühren von rotierenden Glasglocken mit feuchten Fingern erzeugt werden und dem ein „engelsgleicher, schmelzender Klang“ nachgesagt wird. Sie war die erste Frau in Deutschland, die mit diesem Instrument auftrat.
Mit 19 Jahren erkrankte Friederike Bause plötzlich und unerwartet. Sie starb nach 14 Tagen. Die Ärzte konnten keine Todesursache erkennen. In der Zeitschrift für Instrumentenbau wird 1827/28 von einem Nervenschlag gesprochen, den sie als Folge ihres Spiels auf der Glasharmonika erlitten haben soll. Auch andere Glasharmonika-Spieler berichteten über nervliche Probleme.
Der Leipziger Dichter und Steuereinnehmer Christian Felix Weiße, dessen Tochter mit den Bause-Schwestern und einer Madame Dyk befreundet war, veröffentlichte drei Tage nach dem Tod Friederikes eine „Elegie auf Friederike Charlotte Bause“ mit 26 vierzeiligen Strophen.